# NGC 7139
NGC 7139 – mgławica planetarna znajdująca się w gwiazdozbiorze Cefeusza. Odkrył ją William Herschel 5 listopada 1787 roku.